# فهرست خورشیدگرفتگی‌های سده ۲۸ (میلادی)
این فهرست شامل خورشیدگرفتگی‌های قرن ۲۸ میلادی است که در طی سال‌های ۲۷۰۱ تا ۲۸۰۰ روی خواهند داد. در این دوره ۲۴۲ خورشیدگرفتگی رخ خواهد داد که ۸۴ مورد آن خورشیدگرفتگی جزئی، ۹۲ مورد خورشیدگرفتگی حلقه‌ای، ۶۳ خورشیدگرفتگی کامل و ۳ مورد نیز از نوع خورشیدگرفتگی مرکب خواهد بود.
| تاریخ           | زمان بزرگ‌ترین گرفت | چرخهٔ ساروس | نوع    | قدر    | مدت زمان          | مکان                                            | مسیر گرفتگی            | ناحیهٔ جغرافیایی |
| --------------- | ------------------ | ---------- | ------ | ------ | ----------------- | ----------------------------------------------- | ---------------------- | --------------- |
| ۲۹ مه ۲۷۰۱      | ۲۳:۱۶:۴۶           | ۱۶۸        | حلقه‌ای | ۰٫۹۷۲۰ | ۰۲ دقیقه ۵۴ ثانیه | ۳۹°۲۴′جنوبی ۱۵۵°۲۴′غربی / ۳۹٫۴°جنوبی ۱۵۵٫۴°غربی | ۲۰۶ کیلومتر (۱۲۸ مایل) |                 |
| ۲۲ نوامبر ۲۷۰۱  | ۰۶:۳۴:۴۲           | ۱۷۳        | کامل   | ۱٫۰۳۳۱ | ۰۲ دقیقه ۵۶ ثانیه | ۳۳°۱۸′شمالی ۹۴°۲۴′شرقی / ۳۳٫۳°شمالی ۹۴٫۴°شرقی   | ۱۸۷ کیلومتر (۱۱۶ مایل) |                 |
| ۱۹ آوریل ۲۷۰۲   | ۰۹:۳۰:۳۴           | ۱۴۰        | جزئی   | ۰٫۴۹۴۲ | —                 | ۷۱°۲۴′شمالی ۷۷°۳۶′غربی / ۷۱٫۴°شمالی ۷۷٫۶°غربی   | —                      |                 |
| ۱۳ اکتبر ۲۷۰۲   | ۱۳:۲۵:۵۲           | ۱۴۵        | جزئی   | ۰٫۷۲۶۱ | —                 | ۷۱°۴۸′جنوبی ۱۲۸°۳۰′غربی / ۷۱٫۸°جنوبی ۱۲۸٫۵°غربی | —                      |                 |
| ۱۱ نوامبر ۲۷۰۲  | ۲۲:۳۴:۳۰           | ۱۸۳        | جزئی   | ۰٫۱۳۹۰ | —                 | ۶۹°۴۸′شمالی ۱۲۰°۳۶′غربی / ۶۹٫۸°شمالی ۱۲۰٫۶°غربی | —                      |                 |
| ۸ آوریل ۲۷۰۳    | ۱۱:۱۳:۵۹           | ۱۵۰        | حلقه‌ای | ۰٫۹۶۰۵ | ۰۴ دقیقه ۰۱ ثانیه | ۳۷°۱۲′شمالی ۱۱°۲۴′شرقی / ۳۷٫۲°شمالی ۱۱٫۴°شرقی   | ۱۶۷ کیلومتر (۱۰۴ مایل) |                 |
| ۳ اکتبر ۲۷۰۳    | ۰۲:۲۱:۲۵           | ۱۵۵        | مرکب   | ۱٫۰۰۰۶ | ۰۰ دقیقه ۰۳ ثانیه | ۲۹°۳۶′جنوبی ۱۴۳°۲۴′شرقی / ۲۹٫۶°جنوبی ۱۴۳٫۴°شرقی | ۲ کیلومتر (۱٫۲ مایل)   |                 |
| ۲۷ مارس ۲۷۰۴    | ۱۹:۴۵:۵۶           | ۱۶۰        | مرکب   | ۱٫۰۱۴۸ | ۰۱ دقیقه ۲۹ ثانیه | ۹°۳۰′جنوبی ۱۰۱°۰۶′غربی / ۹٫۵°جنوبی ۱۰۱٫۱°غربی   | ۵۲ کیلومتر (۳۲ مایل)   |                 |
| ۲۱ سپتامبر ۲۷۰۴ | ۰۸:۲۳:۵۲           | ۱۶۵        | حلقه‌ای | ۰٫۹۵۴۵ | ۰۵ دقیقه ۲۶ ثانیه | ۱۷°۱۸′شمالی ۶۸°۱۲′شرقی / ۱۷٫۳°شمالی ۶۸٫۲°شرقی   | ۱۷۳ کیلومتر (۱۰۷ مایل) |                 |
| ۱۷ مارس ۲۷۰۵    | ۱۰:۱۰:۵۷           | ۱۷۰        | کامل   | ۱٫۰۴۱۹ | ۰۲ دقیقه ۴۴ ثانیه | ۶۱°۰۰′جنوبی ۷۴°۰۰′شرقی / ۶۱٫۰°جنوبی ۷۴٫۰°شرقی   | ۳۲۷ کیلومتر (۲۰۳ مایل) |                 |
| ۱۰ سپتامبر ۲۷۰۵ | ۰۸:۵۹:۵۴           | ۱۷۵        | جزئی   | ۰٫۸۷۶۷ | —                 | ۷۲°۱۲′شمالی ۱۶۰°۲۴′شرقی / ۷۲٫۲°شمالی ۱۶۰٫۴°شرقی | —                      |                 |
| ۵ فوریه ۲۷۰۶    | ۱۵:۰۷:۱۳           | ۱۴۲        | جزئی   | ۰٫۷۷۱۳ | —                 | ۷۰°۱۸′شمالی ۶۹°۵۴′غربی / ۷۰٫۳°شمالی ۶۹٫۹°غربی   | —                      |                 |
| ۳۱ ژوئیه ۲۷۰۶   | ۲۳:۲۰:۳۸           | ۱۴۷        | حلقه‌ای | ۰٫۹۹۱۱ | ۰۰ دقیقه ۴۱ ثانیه | ۶۳°۰۰′جنوبی ۱۷۸°۴۸′غربی / ۶۳٫۰°جنوبی ۱۷۸٫۸°غربی | ۲۴۰ کیلومتر (۱۵۰ مایل) |                 |
| ۲۶ ژانویه ۲۷۰۷  | ۰۰:۴۲:۰۵           | ۱۵۲        | حلقه‌ای | ۰٫۹۵۸۷ | ۰۵ دقیقه ۰۸ ثانیه | ۸°۳۰′شمالی ۱۷۸°۴۲′شرقی / ۸٫۵°شمالی ۱۷۸٫۷°شرقی   | ۱۶۹ کیلومتر (۱۰۵ مایل) |                 |
| ۲۱ ژوئیه ۲۷۰۷   | ۱۱:۵۸:۱۰           | ۱۵۷        | کامل   | ۱٫۰۵۹۳ | ۰۵ دقیقه ۴۸ ثانیه | ۹°۴۸′شمالی ۱۱°۴۲′شرقی / ۹٫۸°شمالی ۱۱٫۷°شرقی     | ۱۹۹ کیلومتر (۱۲۴ مایل) |                 |
| ۱۵ ژانویه ۲۷۰۸  | ۰۲:۵۶:۱۷           | ۱۶۲        | حلقه‌ای | ۰٫۹۲۱۲ | ۰۹ دقیقه ۳۸ ثانیه | ۳۴°۳۶′جنوبی ۱۴۹°۱۲′شرقی / ۳۴٫۶°جنوبی ۱۴۹٫۲°شرقی | ۳۰۶ کیلومتر (۱۹۰ مایل) |                 |
| ۱۰ ژوئیه ۲۷۰۸   | ۰۴:۴۹:۱۶           | ۱۶۷        | کامل   | ۱٫۰۷۷۴ | ۰۵ دقیقه ۲۲ ثانیه | ۵۶°۰۶′شمالی ۱۲۱°۵۴′شرقی / ۵۶٫۱°شمالی ۱۲۱٫۹°شرقی | ۳۰۲ کیلومتر (۱۸۸ مایل) |                 |
| ۳ ژانویه ۲۷۰۹   | ۰۱:۵۷:۵۰           | ۱۷۲        | حلقه‌ای | ۰٫۹۱۷۵ | ۰۵ دقیقه ۵۵ ثانیه | ۸۷°۳۰′جنوبی ۱۴۷°۵۴′شرقی / ۸۷٫۵°جنوبی ۱۴۷٫۹°شرقی | ۷۳۷ کیلومتر (۴۵۸ مایل) |                 |
| ۳۱ مه ۲۷۰۹      | ۱۲:۲۱:۱۷           | ۱۳۹        | جزئی   | ۰٫۴۶۹۷ | —                 | ۶۴°۱۲′جنوبی ۳۸°۳۶′شرقی / ۶۴٫۲°جنوبی ۳۸٫۶°شرقی   | —                      |                 |
| ۲۹ ژوئن ۲۷۰۹    | ۲۱:۱۶:۲۳           | ۱۷۷        | جزئی   | ۰٫۴۱۳۹ | —                 | ۶۶°۴۸′شمالی ۵۷°۳۰′شرقی / ۶۶٫۸°شمالی ۵۷٫۵°شرقی   | —                      |                 |
| ۲۳ نوامبر ۲۷۰۹  | ۱۵:۵۳:۴۱           | ۱۴۴        | جزئی   | ۰٫۴۷۵۹ | —                 | ۶۳°۳۶′شمالی ۹°۳۰′غربی / ۶۳٫۶°شمالی ۹٫۵°غربی     | —                      |                 |
| ۲۳ دسامبر ۲۷۰۹  | ۰۵:۲۵:۴۵           | ۱۸۲        | جزئی   | ۰٫۰۳۷۱ | —                 | ۶۶°۰۶′جنوبی ۵۸°۳۰′غربی / ۶۶٫۱°جنوبی ۵۸٫۵°غربی   | —                      |                 |
| ۲۰ مه ۲۷۱۰      | ۲۰:۰۷:۰۳           | ۱۴۹        | حلقه‌ای | ۰٫۹۶۲۰ | ۰۴ دقیقه ۳۴ ثانیه | ۱۳°۳۶′جنوبی ۱۰۱°۱۸′غربی / ۱۳٫۶°جنوبی ۱۰۱٫۳°غربی | ۱۶۶ کیلومتر (۱۰۳ مایل) |                 |
| ۱۳ نوامبر ۲۷۱۰  | ۰۵:۵۰:۱۸           | ۱۵۴        | کامل   | ۱٫۰۴۸۶ | ۰۴ دقیقه ۲۰ ثانیه | ۱۳°۳۶′شمالی ۱۱۰°۳۰′شرقی / ۱۳٫۶°شمالی ۱۱۰٫۵°شرقی | ۱۹۱ کیلومتر (۱۱۹ مایل) |                 |
| ۹ مه ۲۷۱۱       | ۲۱:۲۱:۴۱           | ۱۵۹        | حلقه‌ای | ۰٫۹۳۸۵ | ۰۷ دقیقه ۰۵ ثانیه | ۲۶°۳۰′شمالی ۱۳۴°۴۲′غربی / ۲۶٫۵°شمالی ۱۳۴٫۷°غربی | ۲۳۱ کیلومتر (۱۴۴ مایل) |                 |
| ۲ نوامبر ۲۷۱۱   | ۲۲:۰۵:۰۲           | ۱۶۴        | کامل   | ۱٫۰۵۲۳ | ۰۴ دقیقه ۲۱ ثانیه | ۲۲°۱۸′جنوبی ۱۴۸°۳۶′غربی / ۲۲٫۳°جنوبی ۱۴۸٫۶°غربی | ۱۷۵ کیلومتر (۱۰۹ مایل) |                 |
| ۲۷ آوریل ۲۷۱۲   | ۲۲:۱۹:۰۸           | ۱۶۹        | حلقه‌ای | ۰٫۹۴۹۲ | ۰۳ دقیقه ۴۱ ثانیه | ۶۴°۱۲′شمالی ۱۵۶°۴۸′شرقی / ۶۴٫۲°شمالی ۱۵۶٫۸°شرقی | ۴۱۷ کیلومتر (۲۵۹ مایل) |                 |
| ۲۲ اکتبر ۲۷۱۲   | ۱۱:۵۵:۱۶           | ۱۷۴        | مرکب   | ۱٫۰۰۰۹ | ۰۰ دقیقه ۰۳ ثانیه | ۶۰°۴۲′جنوبی ۴۵°۱۸′غربی / ۶۰٫۷°جنوبی ۴۵٫۳°غربی   | ۶ کیلومتر (۳٫۷ مایل)   |                 |
| ۱۸ مارس ۲۷۱۳    | ۱۸:۲۱:۳۲           | ۱۴۱        | جزئی   | ۰٫۷۳۶۲ | —                 | ۶۱°۱۲′جنوبی ۸°۳۶′شرقی / ۶۱٫۲°جنوبی ۸٫۶°شرقی     | —                      |                 |
| ۱۲ سپتامبر ۲۷۱۳ | ۰۴:۱۸:۱۲           | ۱۴۶        | جزئی   | ۰٫۶۵۳۶ | —                 | ۶۱°۰۶′شمالی ۱۳۷°۰۶′غربی / ۶۱٫۱°شمالی ۱۳۷٫۱°غربی | —                      |                 |
| ۸ مارس ۲۷۱۴     | ۰۹:۳۷:۱۳           | ۱۵۱        | کامل   | ۱٫۰۵۲۰ | ۰۴ دقیقه ۰۱ ثانیه | ۲۷°۳۶′جنوبی ۶۲°۱۸′شرقی / ۲۷٫۶°جنوبی ۶۲٫۳°شرقی   | ۱۸۹ کیلومتر (۱۱۷ مایل) |                 |
| ۱ سپتامبر ۲۷۱۴  | ۰۴:۳۶:۵۰           | ۱۵۶        | حلقه‌ای | ۰٫۹۴۷۴ | ۰۵ دقیقه ۲۴ ثانیه | ۳۱°۱۸′شمالی ۱۳۵°۳۰′شرقی / ۳۱٫۳°شمالی ۱۳۵٫۵°شرقی | ۲۱۳ کیلومتر (۱۳۲ مایل) |                 |
| ۲۶ فوریه ۲۷۱۵   | ۰۱:۱۱:۱۹           | ۱۶۱        | کامل   | ۱٫۰۳۰۲ | ۰۲ دقیقه ۴۲ ثانیه | ۳°۴۲′شمالی ۱۶۹°۱۲′شرقی / ۳٫۷°شمالی ۱۶۹٫۲°شرقی   | ۱۰۵ کیلومتر (۶۵ مایل)  |                 |
| ۲۱ اوت ۲۷۱۵     | ۰۸:۲۶:۵۳           | ۱۶۶        | حلقه‌ای | ۰٫۹۹۰۰ | ۰۱ دقیقه ۰۳ ثانیه | ۵°۲۴′جنوبی ۵۶°۴۲′شرقی / ۵٫۴°جنوبی ۵۶٫۷°شرقی     | ۳۷ کیلومتر (۲۳ مایل)   |                 |
| ۱۵ فوریه ۲۷۱۶   | ۱۲:۲۶:۲۶           | ۱۷۱        | حلقه‌ای | ۰٫۹۶۱۷ | ۰۲ دقیقه ۵۵ ثانیه | ۵۷°۲۴′شمالی ۴۳°۴۸′غربی / ۵۷٫۴°شمالی ۴۳٫۸°غربی   | —                      |                 |
| ۱۱ ژوئیه ۲۷۱۶   | ۱۲:۰۱:۴۳           | ۱۳۸        | جزئی   | ۰٫۱۲۱۹ | —                 | ۶۴°۲۴′شمالی ۱۵۹°۰۶′شرقی / ۶۴٫۴°شمالی ۱۵۹٫۱°شرقی | —                      |                 |
| ۹ اوت ۲۷۱۶      | ۱۹:۳۵:۳۰           | ۱۷۶        | جزئی   | ۰٫۸۸۲۹ | —                 | ۶۲°۱۸′جنوبی ۱۵۹°۳۰′غربی / ۶۲٫۳°جنوبی ۱۵۹٫۵°غربی | —                      |                 |
| ۴ ژانویه ۲۷۱۷   | ۲۱:۲۰:۵۳           | ۱۴۳        | جزئی   | ۰٫۴۳۰۷ | —                 | ۶۴°۴۲′جنوبی ۲۳°۱۸′شرقی / ۶۴٫۷°جنوبی ۲۳٫۳°شرقی   | —                      |                 |
| ۱ ژوئیه ۲۷۱۷    | ۰۵:۱۳:۳۰           | ۱۴۸        | کامل   | ۱٫۰۷۰۷ | ۰۴ دقیقه ۲۰ ثانیه | ۶۹°۱۲′شمالی ۱۳۳°۵۴′شرقی / ۶۹٫۲°شمالی ۱۳۳٫۹°شرقی | ۳۴۲ کیلومتر (۲۱۳ مایل) |                 |
| ۲۴ دسامبر ۲۷۱۷  | ۲۰:۵۸:۰۶           | ۱۵۳        | حلقه‌ای | ۰٫۹۳۲۹ | ۰۶ دقیقه ۰۰ ثانیه | ۶۱°۳۰′جنوبی ۱۱۵°۳۶′غربی / ۶۱٫۵°جنوبی ۱۱۵٫۶°غربی | ۳۲۱ کیلومتر (۱۹۹ مایل) |                 |
| ۲۰ ژوئن ۲۷۱۸    | ۲۰:۴۳:۱۵           | ۱۵۸        | کامل   | ۱٫۰۳۶۲ | ۰۳ دقیقه ۳۴ ثانیه | ۲۳°۱۸′شمالی ۱۱۹°۲۴′غربی / ۲۳٫۳°شمالی ۱۱۹٫۴°غربی | ۱۲۲ کیلومتر (۷۶ مایل)  |                 |
| ۱۴ دسامبر ۲۷۱۸  | ۰۲:۳۲:۴۶           | ۱۶۳        | حلقه‌ای | ۰٫۹۸۸۵ | ۰۱ دقیقه ۱۷ ثانیه | ۱۷°۱۸′جنوبی ۱۵۰°۳۰′شرقی / ۱۷٫۳°جنوبی ۱۵۰٫۵°شرقی | ۴۱ کیلومتر (۲۵ مایل)   |                 |
| ۱۰ ژوئن ۲۷۱۹    | ۰۶:۱۶:۱۰           | ۱۶۸        | حلقه‌ای | ۰٫۹۷۲۶ | ۰۳ دقیقه ۰۴ ثانیه | ۳۰°۴۸′جنوبی ۹۶°۰۰′شرقی / ۳۰٫۸°جنوبی ۹۶٫۰°شرقی   | ۱۶۵ کیلومتر (۱۰۳ مایل) |                 |
| ۳ دسامبر ۲۷۱۹   | ۱۵:۰۸:۰۰           | ۱۷۳        | کامل   | ۱٫۰۳۳۱ | ۰۳ دقیقه ۰۱ ثانیه | ۲۹°۵۴′شمالی ۳۶°۴۸′غربی / ۲۹٫۹°شمالی ۳۶٫۸°غربی   | ۱۸۰ کیلومتر (۱۱۰ مایل) |                 |
| ۲۹ آوریل ۲۷۲۰   | ۱۶:۳۷:۱۷           | ۱۴۰        | جزئی   | ۰٫۴۰۶۱ | —                 | ۷۰°۴۲′شمالی ۱۶۳°۰۶′شرقی / ۷۰٫۷°شمالی ۱۶۳٫۱°شرقی | —                      |                 |
| ۲۳ اکتبر ۲۷۲۰   | ۲۱:۳۰:۱۳           | ۱۴۵        | جزئی   | ۰٫۶۴۷۵ | —                 | ۷۱°۱۲′جنوبی ۹۷°۱۲′شرقی / ۷۱٫۲°جنوبی ۹۷٫۲°شرقی   | —                      |                 |
| ۲۲ نوامبر ۲۷۲۰  | ۰۷:۰۳:۴۷           | ۱۸۳        | جزئی   | ۰٫۱۸۰۶ | —                 | ۶۸°۵۴′شمالی ۱۰۰°۳۰′شرقی / ۶۸٫۹°شمالی ۱۰۰٫۵°شرقی | —                      |                 |
| ۱۸ آوریل ۲۷۲۱   | ۱۸:۴۷:۲۶           | ۱۵۰        | حلقه‌ای | ۰٫۹۶۵۷ | ۰۳ دقیقه ۱۷ ثانیه | ۴۴°۰۶′شمالی ۱۰۳°۰۶′غربی / ۴۴٫۱°شمالی ۱۰۳٫۱°غربی | ۱۵۰ کیلومتر (۹۳ مایل)  |                 |
| ۱۳ اکتبر ۲۷۲۱   | ۰۹:۵۷:۳۸           | ۱۵۵        | حلقه‌ای | ۰٫۹۹۴۰ | ۰۰ دقیقه ۳۴ ثانیه | ۳۷°۰۰′جنوبی ۲۷°۳۶′شرقی / ۳۷٫۰°جنوبی ۲۷٫۶°شرقی   | ۲۴ کیلومتر (۱۵ مایل)   |                 |
| ۸ آوریل ۲۷۲۲    | ۰۳:۵۱:۰۳           | ۱۶۰        | کامل   | ۱٫۰۲۰۸ | ۰۲ دقیقه ۰۶ ثانیه | ۳°۳۰′جنوبی ۱۳۶°۳۶′شرقی / ۳٫۵°جنوبی ۱۳۶٫۶°شرقی   | ۷۲ کیلومتر (۴۵ مایل)   |                 |
| ۲ اکتبر ۲۷۲۲    | ۱۵:۲۸:۰۶           | ۱۶۵        | حلقه‌ای | ۰٫۹۵۰۱ | ۰۶ دقیقه ۱۳ ثانیه | ۹°۴۲′شمالی ۳۹°۴۲′غربی / ۹٫۷°شمالی ۳۹٫۷°غربی     | ۱۸۸ کیلومتر (۱۱۷ مایل) |                 |
| ۲۸ مارس ۲۷۲۳    | ۱۸:۳۵:۴۲           | ۱۷۰        | کامل   | ۱٫۰۴۶۵ | ۰۳ دقیقه ۱۳ ثانیه | ۵۴°۳۶′جنوبی ۵۹°۴۸′غربی / ۵۴٫۶°جنوبی ۵۹٫۸°غربی   | ۳۲۱ کیلومتر (۱۹۹ مایل) |                 |
| ۲۱ سپتامبر ۲۷۲۳ | ۱۵:۴۸:۵۵           | ۱۷۵        | حلقه‌ای | ۰٫۹۲۹۱ | ۰۵ دقیقه ۲۴ ثانیه | ۷۰°۰۰′شمالی ۱۲°۰۰′شرقی / ۷۰٫۰°شمالی ۱۲٫۰°شرقی   | —                      |                 |
| ۱۶ فوریه ۲۷۲۴   | ۲۳:۴۵:۲۵           | ۱۴۲        | جزئی   | ۰٫۷۵۱۱ | —                 | ۷۱°۰۶′شمالی ۱۴۸°۰۰′شرقی / ۷۱٫۱°شمالی ۱۴۸٫۰°شرقی | —                      |                 |
| ۱۱ اوت ۲۷۲۴     | ۰۶:۲۳:۲۶           | ۱۴۷        | جزئی   | ۰٫۸۷۹۷ | —                 | ۷۰°۳۰′جنوبی ۵۶°۱۲′شرقی / ۷۰٫۵°جنوبی ۵۶٫۲°شرقی   | —                      |                 |
| ۵ فوریه ۲۷۲۵    | ۰۹:۰۲:۰۱           | ۱۵۲        | حلقه‌ای | ۰٫۹۵۶۷ | ۰۵ دقیقه ۱۷ ثانیه | ۱۱°۴۸′شمالی ۵۲°۵۴′شرقی / ۱۱٫۸°شمالی ۵۲٫۹°شرقی   | ۱۷۸ کیلومتر (۱۱۱ مایل) |                 |
| ۳۱ ژوئیه ۲۷۲۵   | ۱۹:۲۱:۱۳           | ۱۵۷        | کامل   | ۱٫۰۶۱۲ | ۰۵ دقیقه ۵۷ ثانیه | ۳°۰۶′شمالی ۱۰۰°۰۰′غربی / ۳٫۱°شمالی ۱۰۰٫۰°غربی   | ۲۰۸ کیلومتر (۱۲۹ مایل) |                 |
| ۲۵ ژانویه ۲۷۲۶  | ۱۰:۵۹:۲۴           | ۱۶۲        | حلقه‌ای | ۰٫۹۲۰۶ | ۰۹ دقیقه ۵۲ ثانیه | ۳۱°۴۲′جنوبی ۳۰°۴۲′شرقی / ۳۱٫۷°جنوبی ۳۰٫۷°شرقی   | ۳۰۸ کیلومتر (۱۹۱ مایل) |                 |
| ۲۱ ژوئیه ۲۷۲۶   | ۱۲:۱۷:۴۸           | ۱۶۷        | کامل   | ۱٫۰۷۸۰ | ۰۵ دقیقه ۴۳ ثانیه | ۴۹°۰۶′شمالی ۱۲°۵۴′شرقی / ۴۹٫۱°شمالی ۱۲٫۹°شرقی   | ۲۸۸ کیلومتر (۱۷۹ مایل) |                 |
| ۱۴ ژانویه ۲۷۲۷  | ۱۰:۰۳:۵۱           | ۱۷۲        | حلقه‌ای | ۰٫۹۱۸۹ | ۰۵ دقیقه ۵۷ ثانیه | ۸۳°۴۸′جنوبی ۷۵°۳۰′شرقی / ۸۳٫۸°جنوبی ۷۵٫۵°شرقی   | ۶۹۱ کیلومتر (۴۲۹ مایل) |                 |
| ۱۱ ژوئن ۲۷۲۷    | ۱۹:۳۹:۰۱           | ۱۳۹        | جزئی   | ۰٫۳۳۷۲ | —                 | ۶۵°۱۲′جنوبی ۸۰°۱۲′غربی / ۶۵٫۲°جنوبی ۸۰٫۲°غربی   | —                      |                 |
| ۱۱ ژوئیه ۲۷۲۷   | ۰۴:۳۶:۰۵           | ۱۷۷        | جزئی   | ۰٫۵۴۴۱ | —                 | ۶۷°۴۸′شمالی ۶۲°۴۲′غربی / ۶۷٫۸°شمالی ۶۲٫۷°غربی   | —                      |                 |
| ۵ دسامبر ۲۷۲۷   | ۰۰:۱۷:۲۱           | ۱۴۴        | جزئی   | ۰٫۴۵۲۱ | —                 | ۶۴°۲۴′شمالی ۱۴۴°۳۰′غربی / ۶۴٫۴°شمالی ۱۴۴٫۵°غربی | —                      |                 |
| ۳ ژانویه ۲۷۲۸   | ۱۳:۵۰:۳۲           | ۱۸۲        | جزئی   | ۰٫۰۵۶۷ | —                 | ۶۷°۱۲′جنوبی ۱۶۵°۱۲′شرقی / ۶۷٫۲°جنوبی ۱۶۵٫۲°شرقی | —                      |                 |
| ۳۱ مه ۲۷۲۸      | ۰۳:۰۳:۵۴           | ۱۴۹        | حلقه‌ای | ۰٫۹۶۰۸ | ۰۴ دقیقه ۴۸ ثانیه | ۱۷°۲۴′جنوبی ۱۵۴°۱۲′شرقی / ۱۷٫۴°جنوبی ۱۵۴٫۲°شرقی | ۱۸۵ کیلومتر (۱۱۵ مایل) |                 |
| ۲۳ نوامبر ۲۷۲۸  | ۱۴:۲۰:۴۶           | ۱۵۴        | کامل   | ۱٫۰۴۶۸ | ۰۴ دقیقه ۱۷ ثانیه | ۱۳°۰۶′شمالی ۱۷°۴۸′غربی / ۱۳٫۱°شمالی ۱۷٫۸°غربی   | ۱۸۸ کیلومتر (۱۱۷ مایل) |                 |
| ۲۰ مه ۲۷۲۹      | ۰۴:۱۱:۵۱           | ۱۵۹        | حلقه‌ای | ۰٫۹۴۱۲ | ۰۷ دقیقه ۰۱ ثانیه | ۲۵°۳۶′شمالی ۱۲۵°۱۸′شرقی / ۲۵٫۶°شمالی ۱۲۵٫۳°شرقی | ۲۱۹ کیلومتر (۱۳۶ مایل) |                 |
| ۱۳ نوامبر ۲۷۲۹  | ۰۶:۲۶:۱۰           | ۱۶۴        | کامل   | ۱٫۰۴۸۰ | ۰۴ دقیقه ۰۵ ثانیه | ۲۴°۰۶′جنوبی ۸۷°۴۲′شرقی / ۲۴٫۱°جنوبی ۸۷٫۷°شرقی   | ۱۶۱ کیلومتر (۱۰۰ مایل) |                 |
| ۹ مه ۲۷۳۰       | ۰۵:۳۰:۵۲           | ۱۶۹        | حلقه‌ای | ۰٫۹۵۶۰ | ۰۳ دقیقه ۱۶ ثانیه | ۶۵°۰۰′شمالی ۶۰°۳۶′شرقی / ۶۵٫۰°شمالی ۶۰٫۶°شرقی   | ۲۹۱ کیلومتر (۱۸۱ مایل) |                 |
| ۲ نوامبر ۲۷۳۰   | ۱۹:۵۲:۵۷           | ۱۷۴        | حلقه‌ای | ۰٫۹۹۵۹ | ۰۰ دقیقه ۱۷ ثانیه | ۶۲°۴۸′جنوبی ۱۶۰°۳۶′غربی / ۶۲٫۸°جنوبی ۱۶۰٫۶°غربی | ۲۸ کیلومتر (۱۷ مایل)   |                 |
| ۳۰ مارس ۲۷۳۱    | ۰۲:۳۸:۱۴           | ۱۴۱        | جزئی   | ۰٫۶۹۲۵ | —                 | ۶۱°۱۲′جنوبی ۱۲۳°۴۸′غربی / ۶۱٫۲°جنوبی ۱۲۳٫۸°غربی | —                      |                 |
| ۲۸ آوریل ۲۷۳۱   | ۱۳:۱۱:۲۵           | ۱۷۹        | جزئی   | ۰٫۰۵۱۸ | —                 | ۶۲°۰۶′شمالی ۱۲۵°۲۴′غربی / ۶۲٫۱°شمالی ۱۲۵٫۴°غربی | —                      |                 |
| ۲۳ سپتامبر ۲۷۳۱ | ۱۱:۱۰:۴۶           | ۱۴۶        | جزئی   | ۰٫۵۳۶۶ | —                 | ۶۱°۰۰′شمالی ۱۱۱°۳۶′شرقی / ۶۱٫۰°شمالی ۱۱۱٫۶°شرقی | —                      |                 |
| ۱۸ مارس ۲۷۳۲    | ۱۸:۱۰:۳۵           | ۱۵۱        | کامل   | ۱٫۰۵۴۴ | ۰۴ دقیقه ۱۵ ثانیه | ۲۴°۲۴′جنوبی ۶۵°۴۸′غربی / ۲۴٫۴°جنوبی ۶۵٫۸°غربی   | ۲۰۰ کیلومتر (۱۲۰ مایل) |                 |
| ۱۱ سپتامبر ۲۷۳۲ | ۱۱:۲۱:۵۴           | ۱۵۶        | حلقه‌ای | ۰٫۹۴۶۱ | ۰۵ دقیقه ۲۹ ثانیه | ۳۱°۰۶′شمالی ۳۶°۳۶′شرقی / ۳۱٫۱°شمالی ۳۶٫۶°شرقی   | ۲۲۷ کیلومتر (۱۴۱ مایل) |                 |
| ۸ مارس ۲۷۳۳     | ۰۹:۴۴:۵۰           | ۱۶۱        | کامل   | ۱٫۰۳۰۱ | ۰۲ دقیقه ۳۹ ثانیه | ۷°۰۰′شمالی ۴۰°۴۸′شرقی / ۷٫۰°شمالی ۴۰٫۸°شرقی     | ۱۰۴ کیلومتر (۶۵ مایل)  |                 |
| ۳۱ اوت ۲۷۳۳     | ۱۵:۳۰:۱۷           | ۱۶۶        | حلقه‌ای | ۰٫۹۹۲۰ | ۰۰ دقیقه ۴۹ ثانیه | ۴°۵۴′جنوبی ۴۸°۰۶′غربی / ۴٫۹°جنوبی ۴۸٫۱°غربی     | ۲۹ کیلومتر (۱۸ مایل)   |                 |
| ۲۵ فوریه ۲۷۳۴   | ۲۰:۴۵:۲۶           | ۱۷۱        | حلقه‌ای | ۰٫۹۶۱۵ | ۰۲ دقیقه ۵۵ ثانیه | ۵۶°۱۲′شمالی ۱۷۰°۳۰′غربی / ۵۶٫۲°شمالی ۱۷۰٫۵°غربی | ۶۷۴ کیلومتر (۴۱۹ مایل) |                 |
| ۲۱ اوت ۲۷۳۴     | ۰۲:۵۹:۱۳           | ۱۷۶        | کامل   | ۱٫۰۳۳۲ | ۰۲ دقیقه ۰۸ ثانیه | ۵۹°۲۴′جنوبی ۸۹°۴۸′شرقی / ۵۹٫۴°جنوبی ۸۹٫۸°شرقی   | —                      |                 |
| ۱۶ ژانویه ۲۷۳۵  | ۰۵:۲۱:۳۶           | ۱۴۳        | جزئی   | ۰٫۴۱۴۳ | —                 | ۶۳°۴۸′جنوبی ۱۰۶°۰۰′غربی / ۶۳٫۸°جنوبی ۱۰۶٫۰°غربی | —                      |                 |
| ۱۲ ژوئیه ۲۷۳۵   | ۱۲:۴۳:۱۱           | ۱۴۸        | کامل   | ۱٫۰۶۸۲ | ۰۳ دقیقه ۵۹ ثانیه | ۷۱°۴۲′شمالی ۴۰°۳۰′شرقی / ۷۱٫۷°شمالی ۴۰٫۵°شرقی   | ۳۸۱ کیلومتر (۲۳۷ مایل) |                 |
| ۵ ژانویه ۲۷۳۶   | ۰۵:۰۶:۱۲           | ۱۵۳        | حلقه‌ای | ۰٫۹۳۴۰ | ۰۵ دقیقه ۵۰ ثانیه | ۶۰°۳۶′جنوبی ۱۳۰°۰۰′شرقی / ۶۰٫۶°جنوبی ۱۳۰٫۰°شرقی | ۳۱۸ کیلومتر (۱۹۸ مایل) |                 |
| ۱ ژوئیه ۲۷۳۶    | ۰۳:۵۹:۴۵           | ۱۵۸        | کامل   | ۱٫۰۳۳۹ | ۰۳ دقیقه ۱۵ ثانیه | ۲۷°۰۶′شمالی ۱۳۳°۱۸′شرقی / ۲۷٫۱°شمالی ۱۳۳٫۳°شرقی | ۱۱۴ کیلومتر (۷۱ مایل)  |                 |
| ۲۴ دسامبر ۲۷۳۶  | ۱۱:۰۰:۵۷           | ۱۶۳        | حلقه‌ای | ۰٫۹۹۰۰ | ۰۱ دقیقه ۰۶ ثانیه | ۱۸°۱۲′جنوبی ۲۴°۴۲′شرقی / ۱۸٫۲°جنوبی ۲۴٫۷°شرقی   | ۳۵ کیلومتر (۲۲ مایل)   |                 |
| ۲۰ ژوئن ۲۷۳۷    | ۱۳:۰۸:۰۰           | ۱۶۸        | حلقه‌ای | ۰٫۹۷۲۶ | ۰۳ دقیقه ۱۴ ثانیه | ۲۳°۲۴′جنوبی ۹°۲۴′غربی / ۲۳٫۴°جنوبی ۹٫۴°غربی     | ۱۴۳ کیلومتر (۸۹ مایل)  |                 |
| ۱۳ دسامبر ۲۷۳۷  | ۲۳:۴۷:۴۳           | ۱۷۳        | کامل   | ۱٫۰۳۳۲ | ۰۳ دقیقه ۰۳ ثانیه | ۲۷°۲۴′شمالی ۱۶۹°۱۸′غربی / ۲۷٫۴°شمالی ۱۶۹٫۳°غربی | ۱۷۶ کیلومتر (۱۰۹ مایل) |                 |
| ۱۰ مه ۲۷۳۸      | ۲۳:۳۴:۳۱           | ۱۴۰        | جزئی   | ۰٫۳۰۴۲ | —                 | ۶۹°۴۸′شمالی ۴۶°۴۲′شرقی / ۶۹٫۸°شمالی ۴۶٫۷°شرقی   | —                      |                 |
| ۹ ژوئن ۲۷۳۸     | ۱۵:۲۳:۰۲           | ۱۷۸        | جزئی   | ۰٫۰۹۰۵ | —                 | ۶۷°۰۶′جنوبی ۴۱°۱۸′غربی / ۶۷٫۱°جنوبی ۴۱٫۳°غربی   | —                      |                 |
| ۴ نوامبر ۲۷۳۸   | ۰۵:۴۲:۲۷           | ۱۴۵        | جزئی   | ۰٫۵۸۲۷ | —                 | ۷۰°۳۰′جنوبی ۳۸°۳۰′غربی / ۷۰٫۵°جنوبی ۳۸٫۵°غربی   | —                      |                 |
| ۳ دسامبر ۲۷۳۸   | ۱۵:۴۰:۱۳           | ۱۸۳        | جزئی   | ۰٫۲۱۰۲ | —                 | ۶۷°۵۴′شمالی ۳۹°۳۶′غربی / ۶۷٫۹°شمالی ۳۹٫۶°غربی   | —                      |                 |
| ۳۰ آوریل ۲۷۳۹   | ۰۲:۱۱:۵۶           | ۱۵۰        | حلقه‌ای | ۰٫۹۷۰۸ | ۰۲ دقیقه ۳۷ ثانیه | ۵۱°۲۴′شمالی ۱۴۵°۰۰′شرقی / ۵۱٫۴°شمالی ۱۴۵٫۰°شرقی | ۱۳۳ کیلومتر (۸۳ مایل)  |                 |
| ۲۴ اکتبر ۲۷۳۹   | ۱۷:۴۱:۴۷           | ۱۵۵        | حلقه‌ای | ۰٫۹۸۷۴ | ۰۱ دقیقه ۰۸ ثانیه | ۴۳°۵۴′جنوبی ۸۹°۲۴′غربی / ۴۳٫۹°جنوبی ۸۹٫۴°غربی   | ۵۳ کیلومتر (۳۳ مایل)   |                 |
| ۱۸ آوریل ۲۷۴۰   | ۱۱:۴۹:۲۳           | ۱۶۰        | کامل   | ۱٫۰۲۶۸ | ۰۲ دقیقه ۴۳ ثانیه | ۲°۴۲′شمالی ۱۵°۵۴′شرقی / ۲٫۷°شمالی ۱۵٫۹°شرقی     | ۹۲ کیلومتر (۵۷ مایل)   |                 |
| ۱۲ اکتبر ۲۷۴۰   | ۲۲:۳۸:۲۴           | ۱۶۵        | حلقه‌ای | ۰٫۹۴۵۶ | ۰۶ دقیقه ۵۹ ثانیه | ۲°۳۰′شمالی ۱۴۸°۴۸′غربی / ۲٫۵°شمالی ۱۴۸٫۸°غربی   | ۲۰۴ کیلومتر (۱۲۷ مایل) |                 |
| ۸ آوریل ۲۷۴۱    | ۰۲:۵۴:۵۰           | ۱۷۰        | کامل   | ۱٫۰۵۱۳ | ۰۳ دقیقه ۴۶ ثانیه | ۴۷°۵۴′جنوبی ۱۶۹°۱۲′شرقی / ۴۷٫۹°جنوبی ۱۶۹٫۲°شرقی | ۳۱۷ کیلومتر (۱۹۷ مایل) |                 |
| ۱ اکتبر ۲۷۴۱    | ۲۲:۴۴:۴۲           | ۱۷۵        | حلقه‌ای | ۰٫۹۳۰۳ | ۰۶ دقیقه ۱۴ ثانیه | ۵۸°۳۰′شمالی ۱۲۰°۵۴′غربی / ۵۸٫۵°شمالی ۱۲۰٫۹°غربی | ۶۵۲ کیلومتر (۴۰۵ مایل) |                 |
| ۲۷ فوریه ۲۷۴۲   | ۰۸:۱۹:۲۸           | ۱۴۲        | جزئی   | ۰٫۷۲۵۰ | —                 | ۷۱°۴۲′شمالی ۶°۱۸′شرقی / ۷۱٫۷°شمالی ۶٫۳°شرقی     | —                      |                 |
| ۲۲ اوت ۲۷۴۲     | ۱۳:۲۹:۵۵           | ۱۴۷        | جزئی   | ۰٫۷۵۳۴ | —                 | ۷۱°۱۲′جنوبی ۶۳°۰۰′غربی / ۷۱٫۲°جنوبی ۶۳٫۰°غربی   | —                      |                 |
| ۱۶ فوریه ۲۷۴۳   | ۱۷:۱۸:۵۳           | ۱۵۲        | حلقه‌ای | ۰٫۹۵۵۳ | ۰۵ دقیقه ۲۰ ثانیه | ۱۵°۴۸′شمالی ۷۲°۲۴′غربی / ۱۵٫۸°شمالی ۷۲٫۴°غربی   | ۱۸۵ کیلومتر (۱۱۵ مایل) |                 |
| ۱۲ اوت ۲۷۴۳     | ۰۲:۴۷:۴۰           | ۱۵۷        | کامل   | ۱٫۰۶۲۳ | ۰۵ دقیقه ۵۶ ثانیه | ۴°۰۰′جنوبی ۱۴۶°۵۴′شرقی / ۴٫۰°جنوبی ۱۴۶٫۹°شرقی   | ۲۱۶ کیلومتر (۱۳۴ مایل) |                 |
| ۵ فوریه ۲۷۴۴    | ۱۹:۰۰:۳۰           | ۱۶۲        | حلقه‌ای | ۰٫۹۲۰۵ | ۱۰ دقیقه ۰۱ ثانیه | ۲۸°۰۰′جنوبی ۸۸°۰۶′غربی / ۲۸٫۰°جنوبی ۸۸٫۱°غربی   | ۳۰۸ کیلومتر (۱۹۱ مایل) |                 |
| ۳۱ ژوئیه ۲۷۴۴   | ۱۹:۴۸:۲۵           | ۱۶۷        | کامل   | ۱٫۰۷۷۸ | ۰۵ دقیقه ۵۹ ثانیه | ۴۱°۴۸′شمالی ۹۸°۳۶′غربی / ۴۱٫۸°شمالی ۹۸٫۶°غربی   | ۲۷۶ کیلومتر (۱۷۱ مایل) |                 |
| ۲۴ ژانویه ۲۷۴۵  | ۱۸:۱۰:۳۸           | ۱۷۲        | حلقه‌ای | ۰٫۹۲۰۷ | ۰۵ دقیقه ۵۸ ثانیه | ۷۸°۴۸′جنوبی ۴۰°۰۰′غربی / ۷۸٫۸°جنوبی ۴۰٫۰°غربی   | ۶۴۶ کیلومتر (۴۰۱ مایل) |                 |
| ۲۲ ژوئن ۲۷۴۵    | ۰۲:۵۱:۳۰           | ۱۳۹        | جزئی   | ۰٫۱۹۹۲ | —                 | ۶۶°۰۶′جنوبی ۱۶۲°۰۰′شرقی / ۶۶٫۱°جنوبی ۱۶۲٫۰°شرقی | —                      |                 |
| ۲۱ ژوئیه ۲۷۴۵   | ۱۱:۵۳:۴۶           | ۱۷۷        | جزئی   | ۰٫۶۷۵۹ | —                 | ۶۸°۴۸′شمالی ۱۷۷°۰۰′شرقی / ۶۸٫۸°شمالی ۱۷۷٫۰°شرقی | —                      |                 |
| ۱۵ دسامبر ۲۷۴۵  | ۰۸:۴۷:۰۸           | ۱۴۴        | جزئی   | ۰٫۴۳۵۸ | —                 | ۶۵°۲۴′شمالی ۷۸°۴۲′شرقی / ۶۵٫۴°شمالی ۷۸٫۷°شرقی   | —                      |                 |
| ۱۳ ژانویه ۲۷۴۶  | ۲۲:۱۸:۱۱           | ۱۸۲        | جزئی   | ۰٫۰۷۳۱ | —                 | ۶۸°۱۸′جنوبی ۲۷°۳۶′شرقی / ۶۸٫۳°جنوبی ۲۷٫۶°شرقی   | —                      |                 |
| ۱۱ ژوئن ۲۷۴۶    | ۰۹:۵۳:۴۴           | ۱۴۹        | حلقه‌ای | ۰٫۹۵۹۱ | ۰۴ دقیقه ۵۹ ثانیه | ۲۲°۴۸′جنوبی ۵۰°۴۸′شرقی / ۲۲٫۸°جنوبی ۵۰٫۸°شرقی   | ۲۱۴ کیلومتر (۱۳۳ مایل) |                 |
| ۴ دسامبر ۲۷۴۶   | ۲۲:۵۷:۳۹           | ۱۵۴        | کامل   | ۱٫۰۴۵۴ | ۰۴ دقیقه ۱۵ ثانیه | ۱۳°۰۰′شمالی ۱۴۷°۵۴′غربی / ۱۳٫۰°شمالی ۱۴۷٫۹°غربی | ۱۸۶ کیلومتر (۱۱۶ مایل) |                 |
| ۳۱ مه ۲۷۴۷      | ۱۰:۵۴:۳۶           | ۱۵۹        | حلقه‌ای | ۰٫۹۴۳۶ | ۰۷ دقیقه ۰۱ ثانیه | ۲۳°۳۰′شمالی ۲۷°۰۰′شرقی / ۲۳٫۵°شمالی ۲۷٫۰°شرقی   | ۲۰۸ کیلومتر (۱۲۹ مایل) |                 |
| ۲۴ نوامبر ۲۷۴۷  | ۱۴:۵۴:۲۹           | ۱۶۴        | کامل   | ۱٫۰۴۳۸ | ۰۳ دقیقه ۴۹ ثانیه | ۲۵°۴۲′جنوبی ۳۷°۳۶′غربی / ۲۵٫۷°جنوبی ۳۷٫۶°غربی   | ۱۴۷ کیلومتر (۹۱ مایل)  |                 |
| ۱۹ مه ۲۷۴۸      | ۱۲:۳۶:۲۴           | ۱۶۹        | حلقه‌ای | ۰٫۹۶۲۴ | ۰۲ دقیقه ۵۳ ثانیه | ۶۵°۰۶′شمالی ۳۳°۱۲′غربی / ۶۵٫۱°شمالی ۳۳٫۲°غربی   | ۲۱۳ کیلومتر (۱۳۲ مایل) |                 |
| ۱۳ نوامبر ۲۷۴۸  | ۰۳:۵۶:۳۷           | ۱۷۴        | حلقه‌ای | ۰٫۹۹۰۸ | ۰۰ دقیقه ۳۷ ثانیه | ۶۵°۳۰′جنوبی ۸۳°۰۶′شرقی / ۶۵٫۵°جنوبی ۸۳٫۱°شرقی   | ۵۷ کیلومتر (۳۵ مایل)   |                 |
| ۹ آوریل ۲۷۴۹    | ۱۰:۴۷:۴۷           | ۱۴۱        | جزئی   | ۰٫۶۳۶۲ | —                 | ۶۱°۳۰′جنوبی ۱۰۵°۳۶′شرقی / ۶۱٫۵°جنوبی ۱۰۵٫۶°شرقی | —                      |                 |
| ۸ مه ۲۷۴۹       | ۲۰:۴۹:۴۳           | ۱۷۹        | جزئی   | ۰٫۱۵۰۶ | —                 | ۶۲°۴۲′شمالی ۱۱۱°۳۰′شرقی / ۶۲٫۷°شمالی ۱۱۱٫۵°شرقی | —                      |                 |
| ۳ اکتبر ۲۷۴۹    | ۱۸:۰۹:۵۲           | ۱۴۶        | جزئی   | ۰٫۴۳۰۵ | —                 | ۶۱°۰۶′شمالی ۱°۲۴′غربی / ۶۱٫۱°شمالی ۱٫۴°غربی     | —                      |                 |
| ۳۰ مارس ۲۷۵۰    | ۰۲:۳۵:۲۵           | ۱۵۱        | کامل   | ۱٫۰۵۷۰ | ۰۴ دقیقه ۳۱ ثانیه | ۲۱°۴۸′جنوبی ۱۶۸°۰۶′شرقی / ۲۱٫۸°جنوبی ۱۶۸٫۱°شرقی | ۲۱۲ کیلومتر (۱۳۲ مایل) |                 |
| ۲۲ سپتامبر ۲۷۵۰ | ۱۸:۱۴:۴۵           | ۱۵۶        | حلقه‌ای | ۰٫۹۴۴۵ | ۰۵ دقیقه ۴۰ ثانیه | ۳۰°۵۴′شمالی ۶۴°۴۲′غربی / ۳۰٫۹°شمالی ۶۴٫۷°غربی   | ۲۴۶ کیلومتر (۱۵۳ مایل) |                 |
| ۱۹ مارس ۲۷۵۱    | ۱۸:۱۰:۳۵           | ۱۶۱        | کامل   | ۱٫۰۳۰۳ | ۰۲ دقیقه ۳۸ ثانیه | ۱۰°۱۲′شمالی ۸۵°۲۴′غربی / ۱۰٫۲°شمالی ۸۵٫۴°غربی   | ۱۰۵ کیلومتر (۶۵ مایل)  |                 |
| ۱۱ سپتامبر ۲۷۵۱ | ۲۲:۴۱:۰۵           | ۱۶۶        | حلقه‌ای | ۰٫۹۹۳۴ | ۰۰ دقیقه ۴۰ ثانیه | ۵°۱۲′جنوبی ۱۵۴°۳۶′غربی / ۵٫۲°جنوبی ۱۵۴٫۶°غربی   | ۲۴ کیلومتر (۱۵ مایل)   |                 |
| ۸ مارس ۲۷۵۲     | ۰۴:۵۷:۵۴           | ۱۷۱        | حلقه‌ای | ۰٫۹۶۱۸ | ۰۲ دقیقه ۵۲ ثانیه | ۵۵°۳۶′شمالی ۶۵°۳۰′شرقی / ۵۵٫۶°شمالی ۶۵٫۵°شرقی   | ۵۱۱ کیلومتر (۳۱۸ مایل) |                 |
| ۳۱ اوت ۲۷۵۲     | ۱۰:۲۸:۱۸           | ۱۷۶        | کامل   | ۱٫۰۳۹۴ | ۰۲ دقیقه ۴۶ ثانیه | ۴۹°۲۴′جنوبی ۶°۰۶′غربی / ۴۹٫۴°جنوبی ۶٫۱°غربی     | ۳۳۹ کیلومتر (۲۱۱ مایل) |                 |
| ۲۶ ژانویه ۲۷۵۳  | ۱۳:۲۳:۳۹           | ۱۴۳        | جزئی   | ۰٫۳۹۹۷ | —                 | ۶۳°۰۰′جنوبی ۱۲۴°۴۲′شرقی / ۶۳٫۰°جنوبی ۱۲۴٫۷°شرقی | —                      |                 |
| ۲۲ ژوئیه ۲۷۵۳   | ۲۰:۱۰:۰۲           | ۱۴۸        | کامل   | ۱٫۰۶۴۶ | ۰۳ دقیقه ۳۵ ثانیه | ۷۲°۱۲′شمالی ۴۶°۴۲′غربی / ۷۲٫۲°شمالی ۴۶٫۷°غربی   | ۴۵۸ کیلومتر (۲۸۵ مایل) |                 |
| ۱۵ ژانویه ۲۷۵۴  | ۱۳:۱۸:۴۴           | ۱۵۳        | حلقه‌ای | ۰٫۹۳۵۶ | ۰۵ دقیقه ۳۹ ثانیه | ۵۸°۱۸′جنوبی ۱۳°۰۶′شرقی / ۵۸٫۳°جنوبی ۱۳٫۱°شرقی   | ۳۱۰ کیلومتر (۱۹۰ مایل) |                 |
| ۱۲ ژوئیه ۲۷۵۴   | ۱۱:۱۱:۵۶           | ۱۵۸        | کامل   | ۱٫۰۳۰۸ | ۰۲ دقیقه ۵۲ ثانیه | ۳۰°۱۲′شمالی ۲۷°۴۸′شرقی / ۳۰٫۲°شمالی ۲۷٫۸°شرقی   | ۱۰۵ کیلومتر (۶۵ مایل)  |                 |
| ۴ ژانویه ۲۷۵۵   | ۱۹:۳۳:۴۷           | ۱۶۳        | حلقه‌ای | ۰٫۹۹۲۰ | ۰۰ دقیقه ۵۲ ثانیه | ۱۷°۵۴′جنوبی ۱۰۲°۱۲′غربی / ۱۷٫۹°جنوبی ۱۰۲٫۲°غربی | ۲۸ کیلومتر (۱۷ مایل)   |                 |
| ۱ ژوئیه ۲۷۵۵    | ۱۹:۵۵:۳۶           | ۱۶۸        | حلقه‌ای | ۰٫۹۷۱۹ | ۰۳ دقیقه ۲۴ ثانیه | ۱۷°۱۲′جنوبی ۱۱۲°۳۶′غربی / ۱۷٫۲°جنوبی ۱۱۲٫۶°غربی | ۱۳۲ کیلومتر (۸۲ مایل)  |                 |
| ۲۵ دسامبر ۲۷۵۵  | ۰۸:۳۲:۱۹           | ۱۷۳        | کامل   | ۱٫۰۳۳۵ | ۰۳ دقیقه ۰۵ ثانیه | ۲۶°۰۰′شمالی ۵۷°۱۸′شرقی / ۲۶٫۰°شمالی ۵۷٫۳°شرقی   | ۱۷۴ کیلومتر (۱۰۸ مایل) |                 |
| ۲۱ مه ۲۷۵۶      | ۰۶:۲۶:۵۰           | ۱۴۰        | جزئی   | ۰٫۱۹۵۵ | —                 | ۶۸°۴۸′شمالی ۶۷°۴۲′غربی / ۶۸٫۸°شمالی ۶۷٫۷°غربی   | —                      |                 |
| ۱۹ ژوئن ۲۷۵۶    | ۲۱:۵۷:۰۷           | ۱۷۸        | جزئی   | ۰٫۲۲۳۰ | —                 | ۶۶°۰۶′جنوبی ۱۴۹°۵۴′غربی / ۶۶٫۱°جنوبی ۱۴۹٫۹°غربی | —                      |                 |
| ۱۴ نوامبر ۲۷۵۶  | ۱۳:۵۹:۵۱           | ۱۴۵        | جزئی   | ۰٫۵۲۷۱ | —                 | ۶۹°۳۶′جنوبی ۱۷۴°۵۴′غربی / ۶۹٫۶°جنوبی ۱۷۴٫۹°غربی | —                      |                 |
| ۱۴ دسامبر ۲۷۵۶  | ۰۰:۲۰:۲۹           | ۱۸۳        | جزئی   | ۰٫۲۳۳۱ | —                 | ۶۶°۴۸′شمالی ۱۷۹°۴۸′شرقی / ۶۶٫۸°شمالی ۱۷۹٫۸°شرقی | —                      |                 |
| ۱۰ مه ۲۷۵۷      | ۰۹:۳۲:۱۱           | ۱۵۰        | حلقه‌ای | ۰٫۹۷۵۸ | ۰۲ دقیقه ۰۱ ثانیه | ۵۸°۵۴′شمالی ۳۵°۰۶′شرقی / ۵۸٫۹°شمالی ۳۵٫۱°شرقی   | ۱۱۶ کیلومتر (۷۲ مایل)  |                 |
| ۴ نوامبر ۲۷۵۷   | ۰۱:۳۱:۵۰           | ۱۵۵        | حلقه‌ای | ۰٫۹۸۱۱ | ۰۱ دقیقه ۳۹ ثانیه | ۵۰°۲۴′جنوبی ۱۵۳°۱۲′شرقی / ۵۰٫۴°جنوبی ۱۵۳٫۲°شرقی | ۸۳ کیلومتر (۵۲ مایل)   |                 |
| ۲۹ آوریل ۲۷۵۸   | ۱۹:۴۰:۳۱           | ۱۶۰        | کامل   | ۱٫۰۳۲۸ | ۰۳ دقیقه ۱۸ ثانیه | ۸°۵۴′شمالی ۱۰۲°۴۲′غربی / ۸٫۹°شمالی ۱۰۲٫۷°غربی   | ۱۱۱ کیلومتر (۶۹ مایل)  |                 |
| ۲۴ اکتبر ۲۷۵۸   | ۰۵:۵۶:۵۸           | ۱۶۵        | حلقه‌ای | ۰٫۹۴۱۲ | ۰۷ دقیقه ۴۴ ثانیه | ۴°۰۰′جنوبی ۱۰۰°۲۴′شرقی / ۴٫۰°جنوبی ۱۰۰٫۴°شرقی   | ۲۲۰ کیلومتر (۱۴۰ مایل) |                 |
| ۱۹ آوریل ۲۷۵۹   | ۱۱:۰۵:۵۰           | ۱۷۰        | کامل   | ۱٫۰۵۶۰ | ۰۴ دقیقه ۲۲ ثانیه | ۴۱°۰۰′جنوبی ۴۱°۱۲′شرقی / ۴۱٫۰°جنوبی ۴۱٫۲°شرقی   | ۳۱۱ کیلومتر (۱۹۳ مایل) |                 |
| ۱۳ اکتبر ۲۷۵۹   | ۰۵:۵۰:۱۶           | ۱۷۵        | حلقه‌ای | ۰٫۹۳۰۱ | ۰۷ دقیقه ۰۰ ثانیه | ۴۹°۰۰′شمالی ۱۲۲°۳۰′شرقی / ۴۹٫۰°شمالی ۱۲۲٫۵°شرقی | ۵۰۹ کیلومتر (۳۱۶ مایل) |                 |
| ۹ مارس ۲۷۶۰     | ۱۶:۴۵:۵۴           | ۱۴۲        | جزئی   | ۰٫۶۸۸۷ | —                 | ۷۲°۰۶′شمالی ۱۳۳°۵۴′غربی / ۷۲٫۱°شمالی ۱۳۳٫۹°غربی | —                      |                 |
| ۸ آوریل ۲۷۶۰    | ۰۳:۲۲:۰۷           | ۱۸۰        | جزئی   | ۰٫۰۴۸۴ | —                 | ۷۱°۴۲′جنوبی ۱۵۱°۰۰′غربی / ۷۱٫۷°جنوبی ۱۵۱٫۰°غربی | —                      |                 |
| ۱ سپتامبر ۲۷۶۰  | ۲۰:۴۴:۱۹           | ۱۴۷        | جزئی   | ۰٫۶۳۷۲ | —                 | ۷۱°۴۲′جنوبی ۱۷۵°۲۴′شرقی / ۷۱٫۷°جنوبی ۱۷۵٫۴°شرقی | —                      |                 |
| ۱ اکتبر ۲۷۶۰    | ۰۸:۳۶:۱۳           | ۱۸۵        | جزئی   | ۰٫۰۱۷۶ | —                 | ۷۲°۰۶′شمالی ۱۳۹°۳۶′شرقی / ۷۲٫۱°شمالی ۱۳۹٫۶°شرقی | —                      |                 |
| ۲۷ فوریه ۲۷۶۱   | ۰۱:۲۹:۳۹           | ۱۵۲        | حلقه‌ای | ۰٫۹۵۴۳ | ۰۵ دقیقه ۱۷ ثانیه | ۲۰°۲۴′شمالی ۱۶۳°۴۲′شرقی / ۲۰٫۴°شمالی ۱۶۳٫۷°شرقی | ۱۹۱ کیلومتر (۱۱۹ مایل) |                 |
| ۲۲ اوت ۲۷۶۱     | ۱۰:۱۷:۱۰           | ۱۵۷        | کامل   | ۱٫۰۶۲۶ | ۰۵ دقیقه ۴۷ ثانیه | ۱۱°۳۰′جنوبی ۳۲°۲۴′شرقی / ۱۱٫۵°جنوبی ۳۲٫۴°شرقی   | ۲۲۳ کیلومتر (۱۳۹ مایل) |                 |
| ۱۶ فوریه ۲۷۶۲   | ۰۲:۵۸:۱۷           | ۱۶۲        | حلقه‌ای | ۰٫۹۲۱۱ | ۱۰ دقیقه ۰۴ ثانیه | ۲۳°۳۶′جنوبی ۱۵۳°۱۸′شرقی / ۲۳٫۶°جنوبی ۱۵۳٫۳°شرقی | ۳۰۴ کیلومتر (۱۸۹ مایل) |                 |
| ۱۲ اوت ۲۷۶۲     | ۰۳:۱۹:۴۱           | ۱۶۷        | کامل   | ۱٫۰۷۶۶ | ۰۶ دقیقه ۱۱ ثانیه | ۳۴°۱۲′شمالی ۱۴۸°۳۰′شرقی / ۳۴٫۲°شمالی ۱۴۸٫۵°شرقی | ۲۶۳ کیلومتر (۱۶۳ مایل) |                 |
| ۵ فوریه ۲۷۶۳    | ۰۲:۱۶:۴۷           | ۱۷۲        | حلقه‌ای | ۰٫۹۲۳۳ | ۰۵ دقیقه ۵۸ ثانیه | ۷۳°۳۶′جنوبی ۱۶۲°۱۲′غربی / ۷۳٫۶°جنوبی ۱۶۲٫۲°غربی | ۵۹۶ کیلومتر (۳۷۰ مایل) |                 |
| ۳ ژوئیه ۲۷۶۳    | ۰۹:۵۸:۲۳           | ۱۳۹        | جزئی   | ۰٫۰۵۶۲ | —                 | ۶۷°۰۶′جنوبی ۴۵°۱۲′شرقی / ۶۷٫۱°جنوبی ۴۵٫۲°شرقی   | —                      |                 |
| ۱ اوت ۲۷۶۳      | ۱۹:۱۰:۳۳           | ۱۷۷        | جزئی   | ۰٫۸۰۶۹ | —                 | ۶۹°۴۲′شمالی ۵۶°۳۰′شرقی / ۶۹٫۷°شمالی ۵۶٫۵°شرقی   | —                      |                 |
| ۲۶ دسامبر ۲۷۶۳  | ۱۷:۲۳:۲۲           | ۱۴۴        | جزئی   | ۰٫۴۲۸۳ | —                 | ۶۶°۲۴′شمالی ۶۰°۰۶′غربی / ۶۶٫۴°شمالی ۶۰٫۱°غربی   | —                      |                 |
| ۲۵ ژانویه ۲۷۶۴  | ۰۶:۴۸:۱۳           | ۱۸۲        | جزئی   | ۰٫۰۸۶۵ | —                 | ۶۹°۱۸′جنوبی ۱۱۱°۰۶′غربی / ۶۹٫۳°جنوبی ۱۱۱٫۱°غربی | —                      |                 |
| ۲۱ ژوئن ۲۷۶۴    | ۱۶:۳۷:۰۳           | ۱۴۹        | حلقه‌ای | ۰٫۹۵۶۸ | ۰۵ دقیقه ۰۶ ثانیه | ۳۰°۱۲′جنوبی ۵۱°۴۲′غربی / ۳۰٫۲°جنوبی ۵۱٫۷°غربی   | ۲۶۵ کیلومتر (۱۶۵ مایل) |                 |
| ۱۵ دسامبر ۲۷۶۴  | ۰۷:۴۰:۰۲           | ۱۵۴        | کامل   | ۱٫۰۴۴۳ | ۰۴ دقیقه ۱۲ ثانیه | ۱۳°۱۸′شمالی ۸۰°۲۴′شرقی / ۱۳٫۳°شمالی ۸۰٫۴°شرقی   | ۱۸۴ کیلومتر (۱۱۴ مایل) |                 |
| ۱۰ ژوئن ۲۷۶۵    | ۱۷:۳۱:۵۹           | ۱۵۹        | حلقه‌ای | ۰٫۹۴۵۹ | ۰۷ دقیقه ۰۲ ثانیه | ۲۰°۱۲′شمالی ۷۰°۲۴′غربی / ۲۰٫۲°شمالی ۷۰٫۴°غربی   | ۲۰۰ کیلومتر (۱۲۰ مایل) |                 |
| ۴ دسامبر ۲۷۶۵   | ۲۳:۲۸:۴۶           | ۱۶۴        | کامل   | ۱٫۰۳۹۸ | ۰۳ دقیقه ۳۳ ثانیه | ۲۶°۴۲′جنوبی ۱۶۴°۱۲′غربی / ۲۶٫۷°جنوبی ۱۶۴٫۲°غربی | ۱۳۴ کیلومتر (۸۳ مایل)  |                 |
| ۳۰ مه ۲۷۶۶      | ۱۹:۳۶:۰۲           | ۱۶۹        | حلقه‌ای | ۰٫۹۶۸۶ | ۰۲ دقیقه ۲۹ ثانیه | ۶۳°۴۸′شمالی ۱۲۵°۲۴′غربی / ۶۳٫۸°شمالی ۱۲۵٫۴°غربی | ۱۵۸ کیلومتر (۹۸ مایل)  |                 |
| ۲۴ نوامبر ۲۷۶۶  | ۱۲:۰۷:۰۷           | ۱۷۴        | حلقه‌ای | ۰٫۹۸۵۸ | ۰۰ دقیقه ۵۹ ثانیه | ۶۸°۲۴′جنوبی ۳۳°۳۶′غربی / ۶۸٫۴°جنوبی ۳۳٫۶°غربی   | ۸۵ کیلومتر (۵۳ مایل)   |                 |
| ۲۰ آوریل ۲۷۶۷   | ۱۸:۵۱:۲۰           | ۱۴۱        | جزئی   | ۰٫۵۶۹۴ | —                 | ۶۱°۴۸′جنوبی ۲۳°۳۶′غربی / ۶۱٫۸°جنوبی ۲۳٫۶°غربی   | —                      |                 |
| ۲۰ مه ۲۷۶۷      | ۰۴:۲۳:۱۹           | ۱۷۹        | جزئی   | ۰٫۲۵۹۳ | —                 | ۶۳°۲۴′شمالی ۱۰°۴۲′غربی / ۶۳٫۴°شمالی ۱۰٫۷°غربی   | —                      |                 |
| ۱۵ اکتبر ۲۷۶۷   | ۰۱:۱۶:۲۲           | ۱۴۶        | جزئی   | ۰٫۳۳۶۶ | —                 | ۶۱°۲۴′شمالی ۱۱۶°۱۲′غربی / ۶۱٫۴°شمالی ۱۱۶٫۲°غربی | —                      |                 |
| ۹ آوریل ۲۷۶۸    | ۱۰:۵۴:۲۷           | ۱۵۱        | کامل   | ۱٫۰۵۹۵ | ۰۴ دقیقه ۴۸ ثانیه | ۱۹°۵۴′جنوبی ۴۳°۲۴′شرقی / ۱۹٫۹°جنوبی ۴۳٫۴°شرقی   | ۲۲۵ کیلومتر (۱۴۰ مایل) |                 |
| ۳ اکتبر ۲۷۶۸    | ۰۱:۱۶:۲۸           | ۱۵۶        | حلقه‌ای | ۰٫۹۴۲۸ | ۰۵ دقیقه ۵۴ ثانیه | ۳۰°۴۲′شمالی ۱۶۸°۴۸′غربی / ۳۰٫۷°شمالی ۱۶۸٫۸°غربی | ۲۶۹ کیلومتر (۱۶۷ مایل) |                 |
| ۳۰ مارس ۲۷۶۹    | ۰۲:۲۹:۳۲           | ۱۶۱        | کامل   | ۱٫۰۳۰۷ | ۰۲ دقیقه ۴۰ ثانیه | ۱۳°۱۲′شمالی ۱۵۰°۱۸′شرقی / ۱۳٫۲°شمالی ۱۵۰٫۳°شرقی | ۱۰۵ کیلومتر (۶۵ مایل)  |                 |
| ۲۲ سپتامبر ۲۷۶۹ | ۰۵:۵۹:۲۳           | ۱۶۶        | حلقه‌ای | ۰٫۹۹۴۴ | ۰۰ دقیقه ۳۳ ثانیه | ۶°۰۶′جنوبی ۹۶°۵۴′شرقی / ۶٫۱°جنوبی ۹۶٫۹°شرقی     | ۲۰ کیلومتر (۱۲ مایل)   |                 |
| ۱۹ مارس ۲۷۷۰    | ۱۳:۰۲:۳۲           | ۱۷۱        | حلقه‌ای | ۰٫۹۶۲۴ | ۰۲ دقیقه ۴۸ ثانیه | ۵۵°۳۶′شمالی ۵۵°۳۰′غربی / ۵۵٫۶°شمالی ۵۵٫۵°غربی   | ۴۰۱ کیلومتر (۲۴۹ مایل) |                 |
| ۱۱ سپتامبر ۲۷۷۰ | ۱۸:۰۴:۱۰           | ۱۷۶        | کامل   | ۱٫۰۴۲۲ | ۰۳ دقیقه ۰۰ ثانیه | ۴۵°۴۸′جنوبی ۱۱۵°۴۲′غربی / ۴۵٫۸°جنوبی ۱۱۵٫۷°غربی | ۲۶۹ کیلومتر (۱۶۷ مایل) |                 |
| ۶ فوریه ۲۷۷۱    | ۲۱:۲۲:۱۲           | ۱۴۳        | جزئی   | ۰٫۳۸۰۲ | —                 | ۶۲°۱۸′جنوبی ۳°۳۰′غربی / ۶۲٫۳°جنوبی ۳٫۵°غربی     | —                      |                 |
| ۳ اوت ۲۷۷۱      | ۰۳:۳۸:۳۴           | ۱۴۸        | کامل   | ۱٫۰۵۹۰ | ۰۳ دقیقه ۰۵ ثانیه | ۶۹°۳۶′شمالی ۱۲۹°۳۰′غربی / ۶۹٫۶°شمالی ۱۲۹٫۵°غربی | ۷۰۴ کیلومتر (۴۳۷ مایل) |                 |
| ۲۶ ژانویه ۲۷۷۲  | ۲۱:۳۱:۱۸           | ۱۵۳        | حلقه‌ای | ۰٫۹۳۷۸ | ۰۵ دقیقه ۲۷ ثانیه | ۵۵°۱۲′جنوبی ۱۰۵°۴۲′غربی / ۵۵٫۲°جنوبی ۱۰۵٫۷°غربی | ۳۰۰ کیلومتر (۱۹۰ مایل) |                 |
| ۲۲ ژوئیه ۲۷۷۲   | ۱۸:۲۲:۱۵           | ۱۵۸        | کامل   | ۱٫۰۲۷۲ | ۰۲ دقیقه ۲۷ ثانیه | ۳۲°۲۴′شمالی ۷۶°۴۲′غربی / ۳۲٫۴°شمالی ۷۶٫۷°غربی   | ۹۵ کیلومتر (۵۹ مایل)   |                 |
| ۱۵ ژانویه ۲۷۷۳  | ۰۴:۰۸:۳۳           | ۱۶۳        | حلقه‌ای | ۰٫۹۹۴۵ | ۰۰ دقیقه ۳۵ ثانیه | ۱۶°۴۸′جنوبی ۱۳۰°۲۴′شرقی / ۱۶٫۸°جنوبی ۱۳۰٫۴°شرقی | ۱۹ کیلومتر (۱۲ مایل)   |                 |
| ۱۲ ژوئیه ۲۷۷۳   | ۰۲:۳۸:۳۲           | ۱۶۸        | حلقه‌ای | ۰٫۹۷۰۷ | ۰۳ دقیقه ۳۵ ثانیه | ۱۲°۰۰′جنوبی ۱۴۶°۰۰′شرقی / ۱۲٫۰°جنوبی ۱۴۶٫۰°شرقی | ۱۲۷ کیلومتر (۷۹ مایل)  |                 |
| ۴ ژانویه ۲۷۷۴   | ۱۷:۲۰:۳۱           | ۱۷۳        | کامل   | ۱٫۰۳۴۲ | ۰۳ دقیقه ۰۷ ثانیه | ۲۵°۲۴′شمالی ۷۶°۵۴′غربی / ۲۵٫۴°شمالی ۷۶٫۹°غربی   | ۱۷۴ کیلومتر (۱۰۸ مایل) |                 |
| ۱ ژوئن ۲۷۷۴     | ۱۳:۱۰:۱۰           | ۱۴۰        | جزئی   | ۰٫۰۷۳۸ | —                 | ۶۷°۴۸′شمالی ۱۷۹°۱۸′غربی / ۶۷٫۸°شمالی ۱۷۹٫۳°غربی | —                      |                 |
| ۱ ژوئیه ۲۷۷۴    | ۰۴:۲۴:۵۴           | ۱۷۸        | جزئی   | ۰٫۳۶۵۷ | —                 | ۶۵°۰۶′جنوبی ۱۰۳°۳۶′شرقی / ۶۵٫۱°جنوبی ۱۰۳٫۶°شرقی | —                      |                 |
| ۲۵ نوامبر ۲۷۷۴  | ۲۲:۲۵:۱۵           | ۱۴۵        | جزئی   | ۰٫۴۸۴۶ | —                 | ۶۸°۳۶′جنوبی ۴۷°۲۴′شرقی / ۶۸٫۶°جنوبی ۴۷٫۴°شرقی   | —                      |                 |
| ۲۵ دسامبر ۲۷۷۴  | ۰۹:۰۶:۲۳           | ۱۸۳        | جزئی   | ۰٫۲۴۶۹ | —                 | ۶۵°۴۸′شمالی ۳۸°۲۴′شرقی / ۶۵٫۸°شمالی ۳۸٫۴°شرقی   | —                      |                 |
| ۲۱ مه ۲۷۷۵      | ۱۶:۴۵:۲۰           | ۱۵۰        | حلقه‌ای | ۰٫۹۸۰۴ | ۰۱ دقیقه ۳۱ ثانیه | ۶۶°۴۲′شمالی ۷۱°۳۶′غربی / ۶۶٫۷°شمالی ۷۱٫۶°غربی   | ۱۰۲ کیلومتر (۶۳ مایل)  |                 |
| ۱۵ نوامبر ۲۷۷۵  | ۰۹:۲۹:۰۲           | ۱۵۵        | حلقه‌ای | ۰٫۹۷۵۰ | ۰۲ دقیقه ۰۷ ثانیه | ۵۶°۰۶′جنوبی ۳۵°۴۸′شرقی / ۵۶٫۱°جنوبی ۳۵٫۸°شرقی   | ۱۱۴ کیلومتر (۷۱ مایل)  |                 |
| ۱۰ مه ۲۷۷۶      | ۰۳:۲۵:۵۰           | ۱۶۰        | کامل   | ۱٫۰۳۸۶ | ۰۳ دقیقه ۵۰ ثانیه | ۱۴°۵۴′شمالی ۱۴۰°۳۰′شرقی / ۱۴٫۹°شمالی ۱۴۰٫۵°شرقی | ۱۳۰ کیلومتر (۸۱ مایل)  |                 |
| ۳ نوامبر ۲۷۷۶   | ۱۳:۲۳:۱۹           | ۱۶۵        | حلقه‌ای | ۰٫۹۳۶۹ | ۰۸ دقیقه ۲۵ ثانیه | ۹°۵۴′جنوبی ۱۱°۴۸′غربی / ۹٫۹°جنوبی ۱۱٫۸°غربی     | ۲۳۶ کیلومتر (۱۴۷ مایل) |                 |
| ۲۹ آوریل ۲۷۷۷   | ۱۹:۱۰:۰۹           | ۱۷۰        | کامل   | ۱٫۰۶۰۷ | ۰۵ دقیقه ۰۰ ثانیه | ۳۴°۰۶′جنوبی ۸۴°۱۲′غربی / ۳۴٫۱°جنوبی ۸۴٫۲°غربی   | ۳۰۷ کیلومتر (۱۹۱ مایل) |                 |
| ۲۳ اکتبر ۲۷۷۷   | ۱۳:۰۴:۱۹           | ۱۷۵        | حلقه‌ای | ۰٫۹۲۹۴ | ۰۷ دقیقه ۴۵ ثانیه | ۴۰°۵۴′شمالی ۷°۵۴′شرقی / ۴۰٫۹°شمالی ۷٫۹°شرقی     | ۴۴۸ کیلومتر (۲۷۸ مایل) |                 |
| ۲۱ مارس ۲۷۷۸    | ۰۱:۰۶:۳۷           | ۱۴۲        | جزئی   | ۰٫۶۴۴۶ | —                 | ۷۲°۱۸′شمالی ۸۷°۰۰′شرقی / ۷۲٫۳°شمالی ۸۷٫۰°شرقی   | —                      |                 |
| ۱۹ آوریل ۲۷۷۸   | ۱۱:۲۹:۵۳           | ۱۸۰        | جزئی   | ۰٫۱۱۰۰ | —                 | ۷۱°۱۲′جنوبی ۷۴°۰۰′شرقی / ۷۱٫۲°جنوبی ۷۴٫۰°شرقی   | —                      |                 |
| ۱۳ سپتامبر ۲۷۷۸ | ۰۴:۰۵:۰۳           | ۱۴۷        | جزئی   | ۰٫۵۲۹۱ | —                 | ۷۲°۰۰′جنوبی ۵۱°۴۸′شرقی / ۷۲٫۰°جنوبی ۵۱٫۸°شرقی   | —                      |                 |
| ۱۲ اکتبر ۲۷۷۸   | ۱۶:۰۳:۲۷           | ۱۸۵        | جزئی   | ۰٫۱۱۲۷ | —                 | ۷۱°۴۸′شمالی ۱۴°۱۲′شرقی / ۷۱٫۸°شمالی ۱۴٫۲°شرقی   | —                      |                 |
| ۱۰ مارس ۲۷۷۹    | ۰۹:۳۳:۳۷           | ۱۵۲        | حلقه‌ای | ۰٫۹۵۳۷ | ۰۵ دقیقه ۱۰ ثانیه | ۲۵°۴۲′شمالی ۴۱°۱۸′شرقی / ۲۵٫۷°شمالی ۴۱٫۳°شرقی   | ۱۹۶ کیلومتر (۱۲۲ مایل) |                 |
| ۲ سپتامبر ۲۷۷۹  | ۱۷:۵۲:۲۵           | ۱۵۷        | کامل   | ۱٫۰۶۲۲ | ۰۵ دقیقه ۳۱ ثانیه | ۱۹°۱۲′جنوبی ۸۳°۴۸′غربی / ۱۹٫۲°جنوبی ۸۳٫۸°غربی   | ۲۳۰ کیلومتر (۱۴۰ مایل) |                 |
| ۲۷ فوریه ۲۷۸۰   | ۱۰:۵۱:۵۴           | ۱۶۲        | حلقه‌ای | ۰٫۹۲۲۱ | ۱۰ دقیقه ۰۳ ثانیه | ۱۸°۳۶′جنوبی ۳۵°۰۶′شرقی / ۱۸٫۶°جنوبی ۳۵٫۱°شرقی   | ۲۹۹ کیلومتر (۱۸۶ مایل) |                 |
| ۲۲ اوت ۲۷۸۰     | ۱۰:۵۳:۳۴           | ۱۶۷        | کامل   | ۱٫۰۷۴۷ | ۰۶ دقیقه ۱۶ ثانیه | ۲۶°۳۰′شمالی ۳۴°۱۲′شرقی / ۲۶٫۵°شمالی ۳۴٫۲°شرقی   | ۲۵۱ کیلومتر (۱۵۶ مایل) |                 |
| ۱۵ فوریه ۲۷۸۱   | ۱۰:۲۰:۵۰           | ۱۷۲        | حلقه‌ای | ۰٫۹۲۶۵ | ۰۵ دقیقه ۵۷ ثانیه | ۶۸°۰۶′جنوبی ۷۴°۰۰′شرقی / ۶۸٫۱°جنوبی ۷۴٫۰°شرقی   | ۵۴۳ کیلومتر (۳۳۷ مایل) |                 |
| ۱۲ اوت ۲۷۸۱     | ۰۲:۲۷:۳۹           | ۱۷۷        | جزئی   | ۰٫۹۳۵۳ | —                 | ۷۰°۳۶′شمالی ۶۴°۴۸′غربی / ۷۰٫۶°شمالی ۶۴٫۸°غربی   | —                      |                 |
| ۶ ژانویه ۲۷۸۲   | ۰۲:۰۲:۱۷           | ۱۴۴        | جزئی   | ۰٫۴۲۲۸ | —                 | ۶۷°۳۰′شمالی ۱۵۹°۵۴′شرقی / ۶۷٫۵°شمالی ۱۵۹٫۹°شرقی | —                      |                 |
| ۴ فوریه ۲۷۸۲    | ۱۵:۱۶:۴۳           | ۱۸۲        | جزئی   | ۰٫۱۰۳۴ | —                 | ۷۰°۱۲′جنوبی ۱۰۹°۵۴′شرقی / ۷۰٫۲°جنوبی ۱۰۹٫۹°شرقی | —                      |                 |
| ۲ ژوئیه ۲۷۸۲    | ۲۳:۱۵:۱۸           | ۱۴۹        | حلقه‌ای | ۰٫۹۵۳۴ | ۰۵ دقیقه ۰۶ ثانیه | ۴۰°۱۲′جنوبی ۱۵۴°۱۲′غربی / ۴۰٫۲°جنوبی ۱۵۴٫۲°غربی | ۳۷۳ کیلومتر (۲۳۲ مایل) |                 |
| ۲۶ دسامبر ۲۷۸۲  | ۱۶:۲۶:۴۷           | ۱۵۴        | کامل   | ۱٫۰۴۳۵ | ۰۴ دقیقه ۱۰ ثانیه | ۱۴°۰۶′شمالی ۵۲°۲۴′غربی / ۱۴٫۱°شمالی ۵۲٫۴°غربی   | ۱۸۳ کیلومتر (۱۱۴ مایل) |                 |
| ۲۲ ژوئن ۲۷۸۳    | ۰۰:۰۵:۱۹           | ۱۵۹        | حلقه‌ای | ۰٫۹۴۷۷ | ۰۷ دقیقه ۰۴ ثانیه | ۱۵°۴۲′شمالی ۱۶۷°۲۴′غربی / ۱۵٫۷°شمالی ۱۶۷٫۴°غربی | ۱۹۴ کیلومتر (۱۲۱ مایل) |                 |
| ۱۶ دسامبر ۲۷۸۳  | ۰۸:۰۷:۰۸           | ۱۶۴        | کامل   | ۱٫۰۳۶۲ | ۰۳ دقیقه ۱۸ ثانیه | ۲۷°۰۰′جنوبی ۶۸°۱۸′شرقی / ۲۷٫۰°جنوبی ۶۸٫۳°شرقی   | ۱۲۲ کیلومتر (۷۶ مایل)  |                 |
| ۱۰ ژوئن ۲۷۸۴    | ۰۲:۳۲:۱۶           | ۱۶۹        | حلقه‌ای | ۰٫۹۷۴۴ | ۰۲ دقیقه ۰۷ ثانیه | ۶۰°۵۴′شمالی ۱۴۱°۴۲′شرقی / ۶۰٫۹°شمالی ۱۴۱٫۷°شرقی | ۱۱۸ کیلومتر (۷۳ مایل)  |                 |
| ۴ دسامبر ۲۷۸۴   | ۲۰:۲۳:۱۸           | ۱۷۴        | حلقه‌ای | ۰٫۹۸۱۰ | ۰۱ دقیقه ۱۹ ثانیه | ۷۱°۱۲′جنوبی ۱۴۹°۰۶′غربی / ۷۱٫۲°جنوبی ۱۴۹٫۱°غربی | ۱۱۰ کیلومتر (۶۸ مایل)  |                 |
| ۱ مه ۲۷۸۵       | ۰۲:۴۷:۰۴           | ۱۴۱        | جزئی   | ۰٫۴۸۸۶ | —                 | ۶۲°۱۸′جنوبی ۱۵۱°۰۰′غربی / ۶۲٫۳°جنوبی ۱۵۱٫۰°غربی | —                      |                 |
| ۳۰ مه ۲۷۸۵      | ۱۱:۵۰:۳۵           | ۱۷۹        | جزئی   | ۰٫۳۸۰۶ | —                 | ۶۴°۱۲′شمالی ۱۳۱°۳۰′غربی / ۶۴٫۲°شمالی ۱۳۱٫۵°غربی | —                      |                 |
| ۲۵ اکتبر ۲۷۸۵   | ۰۸:۳۱:۱۴           | ۱۴۶        | جزئی   | ۰٫۲۵۵۵ | —                 | ۶۱°۴۸′شمالی ۱۲۶°۴۸′شرقی / ۶۱٫۸°شمالی ۱۲۶٫۸°شرقی | —                      |                 |
| ۲۴ نوامبر ۲۷۸۵  | ۰۱:۴۴:۲۶           | ۱۸۴        | جزئی   | ۰٫۰۲۷۱ | —                 | ۶۳°۳۶′جنوبی ۲۴°۰۰′شرقی / ۶۳٫۶°جنوبی ۲۴٫۰°شرقی   | —                      |                 |
| ۲۰ آوریل ۲۷۸۶   | ۱۹:۰۴:۴۶           | ۱۵۱        | کامل   | ۱٫۰۶۱۷ | ۰۵ دقیقه ۰۵ ثانیه | ۱۸°۵۴′جنوبی ۷۹°۰۶′غربی / ۱۸٫۹°جنوبی ۷۹٫۱°غربی   | ۲۴۰ کیلومتر (۱۵۰ مایل) |                 |
| ۱۴ اکتبر ۲۷۸۶   | ۰۸:۲۸:۰۶           | ۱۵۶        | حلقه‌ای | ۰٫۹۴۱۰ | ۰۶ دقیقه ۱۱ ثانیه | ۳۰°۴۸′شمالی ۸۴°۰۰′شرقی / ۳۰٫۸°شمالی ۸۴٫۰°شرقی   | ۲۹۶ کیلومتر (۱۸۴ مایل) |                 |
| ۱۰ آوریل ۲۷۸۷   | ۱۰:۳۸:۵۷           | ۱۶۱        | کامل   | ۱٫۰۳۱۰ | ۰۲ دقیقه ۴۳ ثانیه | ۱۵°۴۲′شمالی ۲۸°۴۲′شرقی / ۱۵٫۷°شمالی ۲۸٫۷°شرقی   | ۱۰۶ کیلومتر (۶۶ مایل)  |                 |
| ۳ اکتبر ۲۷۸۷    | ۱۳:۲۷:۳۰           | ۱۶۶        | حلقه‌ای | ۰٫۹۹۵۰ | ۰۰ دقیقه ۲۹ ثانیه | ۷°۳۰′جنوبی ۱۴°۰۰′غربی / ۷٫۵°جنوبی ۱۴٫۰°غربی     | ۱۸ کیلومتر (۱۱ مایل)   |                 |
| ۲۹ مارس ۲۷۸۸    | ۲۰:۵۹:۲۶           | ۱۷۱        | حلقه‌ای | ۰٫۹۶۳۳ | ۰۲ دقیقه ۴۳ ثانیه | ۵۶°۱۸′شمالی ۱۷۳°۳۰′غربی / ۵۶٫۳°شمالی ۱۷۳٫۵°غربی | ۳۲۶ کیلومتر (۲۰۳ مایل) |                 |
| ۲۲ سپتامبر ۲۷۸۸ | ۰۱:۴۵:۵۱           | ۱۷۶        | کامل   | ۱٫۰۴۳۹ | ۰۳ دقیقه ۰۸ ثانیه | ۴۴°۲۴′جنوبی ۱۳۱°۴۲′شرقی / ۴۴٫۴°جنوبی ۱۳۱٫۷°شرقی | ۲۳۸ کیلومتر (۱۴۸ مایل) |                 |
| ۱۷ فوریه ۲۷۸۹   | ۰۵:۱۹:۱۸           | ۱۴۳        | جزئی   | ۰٫۳۵۸۷ | —                 | ۶۱°۴۲′جنوبی ۱۳۱°۰۶′غربی / ۶۱٫۷°جنوبی ۱۳۱٫۱°غربی | —                      |                 |
| ۱۳ اوت ۲۷۸۹     | ۱۱:۰۷:۰۴           | ۱۴۸        | جزئی   | ۰٫۹۵۸۰ | —                 | ۶۲°۰۶′شمالی ۱۴۶°۰۶′شرقی / ۶۲٫۱°شمالی ۱۴۶٫۱°شرقی | —                      |                 |
| ۱۱ سپتامبر ۲۷۸۹ | ۱۸:۱۸:۵۰           | ۱۸۶        | جزئی   | ۰٫۰۸۶۲ | —                 | ۶۱°۲۴′جنوبی ۱۶۵°۱۲′غربی / ۶۱٫۴°جنوبی ۱۶۵٫۲°غربی | —                      |                 |
| ۶ فوریه ۲۷۹۰    | ۰۵:۴۴:۱۵           | ۱۵۳        | حلقه‌ای | ۰٫۹۴۰۷ | ۰۵ دقیقه ۱۲ ثانیه | ۵۱°۳۰′جنوبی ۱۳۳°۴۲′شرقی / ۵۱٫۵°جنوبی ۱۳۳٫۷°شرقی | ۲۸۶ کیلومتر (۱۷۸ مایل) |                 |
| ۳ اوت ۲۷۹۰      | ۰۱:۳۰:۵۷           | ۱۵۸        | کامل   | ۱٫۰۲۲۸ | ۰۲ دقیقه ۰۰ ثانیه | ۳۳°۵۴′شمالی ۱۷۹°۲۴′شرقی / ۳۳٫۹°شمالی ۱۷۹٫۴°شرقی | ۸۱ کیلومتر (۵۰ مایل)   |                 |
| ۲۶ ژانویه ۲۷۹۱  | ۱۲:۴۵:۱۶           | ۱۶۳        | حلقه‌ای | ۰٫۹۹۷۵ | ۰۰ دقیقه ۱۵ ثانیه | ۱۴°۴۸′جنوبی ۲°۱۸′شرقی / ۱۴٫۸°جنوبی ۲٫۳°شرقی     | ۹ کیلومتر (۵٫۶ مایل)   |                 |
| ۲۳ ژوئیه ۲۷۹۱   | ۰۹:۲۰:۳۳           | ۱۶۸        | حلقه‌ای | ۰٫۹۶۸۹ | ۰۳ دقیقه ۴۶ ثانیه | ۸°۰۰′جنوبی ۴۵°۳۶′شرقی / ۸٫۰°جنوبی ۴۵٫۶°شرقی     | ۱۲۷ کیلومتر (۷۹ مایل)  |                 |
| ۱۶ ژانویه ۲۷۹۲  | ۰۲:۰۹:۵۷           | ۱۷۳        | کامل   | ۱٫۰۳۵۳ | ۰۳ دقیقه ۰۹ ثانیه | ۲۵°۳۶′شمالی ۱۴۸°۴۸′شرقی / ۲۵٫۶°شمالی ۱۴۸٫۸°شرقی | ۱۷۷ کیلومتر (۱۱۰ مایل) |                 |
| ۱۱ ژوئیه ۲۷۹۲   | ۱۰:۵۳:۰۲           | ۱۷۸        | جزئی   | ۰٫۵۰۹۲ | —                 | ۶۴°۱۲′جنوبی ۲°۴۸′غربی / ۶۴٫۲°جنوبی ۲٫۸°غربی     | —                      |                 |
| ۶ دسامبر ۲۷۹۲   | ۰۶:۵۵:۳۷           | ۱۴۵        | جزئی   | ۰٫۴۵۰۰ | —                 | ۶۷°۳۶′جنوبی ۹۱°۰۰′غربی / ۶۷٫۶°جنوبی ۹۱٫۰°غربی   | —                      |                 |
| ۴ ژانویه ۲۷۹۳   | ۱۷:۵۴:۳۳           | ۱۸۳        | جزئی   | ۰٫۲۵۶۸ | —                 | ۶۴°۴۸′شمالی ۱۰۳°۰۶′غربی / ۶۴٫۸°شمالی ۱۰۳٫۱°غربی | —                      |                 |
| ۳۱ مه ۲۷۹۳      | ۲۳:۵۴:۳۰           | ۱۵۰        | حلقه‌ای | ۰٫۹۸۴۶ | ۰۱ دقیقه ۰۶ ثانیه | ۷۴°۴۲′شمالی ۱۷۳°۱۸′غربی / ۷۴٫۷°شمالی ۱۷۳٫۳°غربی | ۹۰ کیلومتر (۵۶ مایل)   |                 |
| ۲۵ نوامبر ۲۷۹۳  | ۱۷:۳۲:۲۵           | ۱۵۵        | حلقه‌ای | ۰٫۹۶۹۳ | ۰۲ دقیقه ۳۲ ثانیه | ۶۰°۵۴′جنوبی ۸۰°۵۴′غربی / ۶۰٫۹°جنوبی ۸۰٫۹°غربی   | ۱۴۵ کیلومتر (۹۰ مایل)  |                 |
| ۲۱ مه ۲۷۹۴      | ۱۱:۰۵:۱۸           | ۱۶۰        | کامل   | ۱٫۰۴۴۱ | ۰۴ دقیقه ۱۶ ثانیه | ۲۰°۴۲′شمالی ۲۵°۳۶′شرقی / ۲۰٫۷°شمالی ۲۵٫۶°شرقی   | ۱۴۷ کیلومتر (۹۱ مایل)  |                 |
| ۱۴ نوامبر ۲۷۹۴  | ۲۰:۵۷:۵۴           | ۱۶۵        | حلقه‌ای | ۰٫۹۳۲۹ | ۰۹ دقیقه ۰۲ ثانیه | ۱۴°۴۸′جنوبی ۱۲۵°۲۴′غربی / ۱۴٫۸°جنوبی ۱۲۵٫۴°غربی | ۲۵۱ کیلومتر (۱۵۶ مایل) |                 |
| ۱۱ مه ۲۷۹۵      | ۰۳:۰۶:۴۶           | ۱۷۰        | کامل   | ۱٫۰۶۴۹ | ۰۵ دقیقه ۳۷ ثانیه | ۲۷°۱۲′جنوبی ۱۵۳°۰۰′شرقی / ۲۷٫۲°جنوبی ۱۵۳٫۰°شرقی | ۳۰۲ کیلومتر (۱۸۸ مایل) |                 |
| ۳ نوامبر ۲۷۹۵   | ۲۰:۲۹:۰۴           | ۱۷۵        | حلقه‌ای | ۰٫۹۲۸۵ | ۰۸ دقیقه ۲۶ ثانیه | ۳۴°۱۲′شمالی ۱۰۷°۳۰′غربی / ۳۴٫۲°شمالی ۱۰۷٫۵°غربی | ۴۱۶ کیلومتر (۲۵۸ مایل) |                 |
| ۳۱ مارس ۲۷۹۶    | ۰۹:۱۸:۲۲           | ۱۴۲        | جزئی   | ۰٫۵۸۸۳ | —                 | ۷۲°۰۶′شمالی ۴۹°۴۲′غربی / ۷۲٫۱°شمالی ۴۹٫۷°غربی   | —                      |                 |
| ۲۹ آوریل ۲۷۹۶   | ۱۹:۲۸:۵۸           | ۱۸۰        | جزئی   | ۰٫۱۸۳۹ | —                 | ۷۰°۳۰′جنوبی ۵۸°۲۴′غربی / ۷۰٫۵°جنوبی ۵۸٫۴°غربی   | —                      |                 |
| ۲۳ سپتامبر ۲۷۹۶ | ۱۱:۳۳:۴۳           | ۱۴۷        | جزئی   | ۰٫۴۳۱۰ | —                 | ۷۲°۰۶′جنوبی ۷۴°۰۰′غربی / ۷۲٫۱°جنوبی ۷۴٫۰°غربی   | —                      |                 |
| ۲۲ اکتبر ۲۷۹۶   | ۲۳:۴۰:۰۸           | ۱۸۵        | جزئی   | ۰٫۱۹۶۵ | —                 | ۷۱°۱۸′شمالی ۱۱۳°۰۶′غربی / ۷۱٫۳°شمالی ۱۱۳٫۱°غربی | —                      |                 |
| ۲۰ مارس ۲۷۹۷    | ۱۷:۲۹:۲۰           | ۱۵۲        | حلقه‌ای | ۰٫۹۵۳۳ | ۰۵ دقیقه ۰۰ ثانیه | ۳۱°۳۶′شمالی ۷۹°۱۲′غربی / ۳۱٫۶°شمالی ۷۹٫۲°غربی   | ۲۰۲ کیلومتر (۱۲۶ مایل) |                 |
| ۱۳ سپتامبر ۲۷۹۷ | ۰۱:۳۳:۰۶           | ۱۵۷        | کامل   | ۱٫۰۶۱۱ | ۰۵ دقیقه ۱۱ ثانیه | ۲۶°۵۴′جنوبی ۱۵۸°۲۴′شرقی / ۲۶٫۹°جنوبی ۱۵۸٫۴°شرقی | ۲۳۵ کیلومتر (۱۴۶ مایل) |                 |
| ۹ مارس ۲۷۹۸     | ۱۸:۳۷:۵۴           | ۱۶۲        | حلقه‌ای | ۰٫۹۲۳۸ | ۰۹ دقیقه ۵۷ ثانیه | ۱۳°۰۶′جنوبی ۸۱°۴۲′غربی / ۱۳٫۱°جنوبی ۸۱٫۷°غربی   | ۲۹۱ کیلومتر (۱۸۱ مایل) |                 |
| ۲ سپتامبر ۲۷۹۸  | ۱۸:۳۰:۵۱           | ۱۶۷        | کامل   | ۱٫۰۷۱۹ | ۰۶ دقیقه ۱۴ ثانیه | ۱۸°۴۸′شمالی ۸۱°۲۴′غربی / ۱۸٫۸°شمالی ۸۱٫۴°غربی   | ۲۳۸ کیلومتر (۱۴۸ مایل) |                 |
| ۲۶ فوریه ۲۷۹۹   | ۱۸:۲۱:۱۵           | ۱۷۲        | حلقه‌ای | ۰٫۹۳۰۴ | ۰۵ دقیقه ۵۴ ثانیه | ۶۲°۱۸′جنوبی ۴۹°۴۸′غربی / ۶۲٫۳°جنوبی ۴۹٫۸°غربی   | ۴۸۴ کیلومتر (۳۰۱ مایل) |                 |
| ۲۳ اوت ۲۷۹۹     | ۰۹:۴۶:۳۲           | ۱۷۷        | کامل   | ۱٫۰۲۰۴ | ۰۱ دقیقه ۱۱ ثانیه | ۷۵°۱۲′شمالی ۱۲۷°۱۲′شرقی / ۷۵٫۲°شمالی ۱۲۷٫۲°شرقی | ۳۰۰ کیلومتر (۱۹۰ مایل) |                 |
| ۱۷ ژانویه ۲۸۰۰  | ۱۰:۴۳:۵۷           | ۱۴۴        | جزئی   | ۰٫۴۲۰۰ | —                 | ۶۸°۳۶′شمالی ۱۸°۴۲′شرقی / ۶۸٫۶°شمالی ۱۸٫۷°شرقی   | —                      |                 |
| ۱۵ فوریه ۲۸۰۰   | ۲۳:۴۴:۰۶           | ۱۸۲        | جزئی   | ۰٫۱۲۳۲ | —                 | ۷۱°۰۶′جنوبی ۲۹°۳۰′غربی / ۷۱٫۱°جنوبی ۲۹٫۵°غربی   | —                      |                 |
| ۱۳ ژوئیه ۲۸۰۰   | ۰۵:۵۰:۳۴           | ۱۴۹        | حلقه‌ای | ۰٫۹۴۸۳ | ۰۴ دقیقه ۵۲ ثانیه | ۵۶°۰۶′جنوبی ۱۰۱°۰۰′شرقی / ۵۶٫۱°جنوبی ۱۰۱٫۰°شرقی | ۸۹۳ کیلومتر (۵۵۵ مایل) |                 |